# Altena College
Het Altena College is een school voor voortgezet onderwijs in Sleeuwijk. Vroeger stond de school bekend als De Wegwijzer.
Het Altena College heeft de onderwijstypes vmbo-t, havo en atheneum.
De school werd in 1924 opgericht als een mulo, de Christelijke Mulo, in 1963 kreeg de school er een afdeling meao bij. In 1968, bij invoering van de Mammoetwet, werd de school een mavo, in 1973 kwam er een afdeling havo bij. Een jaar later, in 1974 werd gekozen voor de naam De Wegwijzer. De afdeling atheneum volgde in 1986. De meao werd op basis van de geldende overheidsregels afgesplitst in 1990. Deze ging op in het huidige Da Vinci College. Ook werd dat jaar gekozen voor een nieuwe naam voor de school, het Altena College.